# Chars
Chars és un municipi francès, situat al departament de Val-d'Oise i a la regió d'Illa de França. L'any 2007 tenia 1.772 habitants.
Forma part del cantó de Pontoise, del districte de Pontoise i de la Comunitat de comunes Vexin centre.

## Demografia

### Població
El 2007 la població de fet de Chars era de 1.772 persones. Hi havia 633 famílies, de les quals 150 eren unipersonals (51 homes vivint sols i 99 dones vivint soles), 178 parelles sense fills, 269 parelles amb fills i 36 famílies monoparentals amb fills.
La població ha evolucionat segons el següent gràfic:
Habitants censats

### Habitatges
El 2007 hi havia 708 habitatges, 643 eren l'habitatge principal de la família, 5 eren segones residències i 60 estaven desocupats. 574 eren cases i 133 eren apartaments. Dels 643 habitatges principals, 491 estaven ocupats pels seus propietaris, 131 estaven llogats i ocupats pels llogaters i 21 estaven cedits a títol gratuït; 18 tenien una cambra, 81 en tenien dues, 113 en tenien tres, 194 en tenien quatre i 238 en tenien cinc o més. 435 habitatges disposaven pel capbaix d'una plaça de pàrquing. A 272 habitatges hi havia un automòbil i a 283 n'hi havia dos o més.

### Piràmide de població
La piràmide de població per edats i sexe el 2009 era:
| Homes | Edats   | Dones |
| ----- | ------- | ----- |
| 0     | 95 o +  | 0     |
| 1     | 90 a 94 | 5     |
| 5     | 85 a 89 | 21    |
| 17    | 80 a 84 | 23    |
| 23    | 75 a 79 | 41    |
| 21    | 70 a 74 | 44    |
| 8     | 65 a 69 | 23    |
| 44    | 60 a 64 | 21    |
| 57    | 55 a 59 | 38    |
| 27    | 50 a 54 | 50    |
| 104   | 45 a 49 | 54    |
| 56    | 40 a 44 | 102   |
| 71    | 35 a 39 | 54    |
| 53    | 30 a 34 | 51    |
| 64    | 25 a 29 | 58    |
| 70    | 20 a 24 | 49    |
| 61    | 15 a 19 | 65    |
| 60    | 10 a 14 | 66    |
| 67    | 5 a 9   | 70    |
| 39    | 0 a 4   | 40    |

## Economia
El 2007 la població en edat de treballar era de 1.169 persones, 887 eren actives i 282 eren inactives. De les 887 persones actives 804 estaven ocupades (422 homes i 382 dones) i 83 estaven aturades (42 homes i 41 dones). De les 282 persones inactives 77 estaven jubilades, 112 estaven estudiant i 93 estaven classificades com a «altres inactius».

### Ingressos
El 2009 a Chars hi havia 635 unitats fiscals que integraven 1.655 persones, la mediana anual d'ingressos fiscals per persona era de 20.809 €.

### Activitats econòmiques
Dels 72 establiments que hi havia el 2007, 1 era d'una empresa extractiva, 3 d'empreses alimentàries, 3 d'empreses de fabricació d'altres productes industrials, 10 d'empreses de construcció, 9 d'empreses de comerç i reparació d'automòbils, 6 d'empreses de transport, 4 d'empreses d'hostatgeria i restauració, 2 d'empreses d'informació i comunicació, 4 d'empreses financeres, 5 d'empreses immobiliàries, 4 d'empreses de serveis, 13 d'entitats de l'administració pública i 8 d'empreses classificades com a «altres activitats de serveis».
Dels 19 establiments de servei als particulars que hi havia el 2009, 1 era una oficina de correu, 1 taller de reparació d'automòbils i de material agrícola, 2 paletes, 1 guixaire pintor, 2 fusteries, 2 lampisteries, 1 electricista, 3 perruqueries, 3 restaurants i 3 agències immobiliàries.
Dels 6 establiments comercials que hi havia el 2009, 1 era una botiga de més de 120 m², 2 fleques, 2 carnisseries i 1 una joieria.
L'any 2000 a Chars hi havia 7 explotacions agrícoles que ocupaven un total de 453 hectàrees.

## Equipaments sanitaris i escolars
L'únic equipament sanitari que hi havia el 2009 era una farmàcia.
El 2009 hi havia 1 escola maternal i 1 escola elemental. Chars disposava d'un liceu tecnològic amb 503 alumnes.

## Poblacions més properes
El següent diagrama mostra les poblacions més properes.